# Озерець (Вілейський район)
Озерець (біл. Азярэц) — село в складі Вілейського району Мінської області, Білорусь. Село підпорядковане В'язинській сільській раді, розташоване в північній частині області.